# Pandemia de COVID-19 en Washington
El primer caso de la pandemia de enfermedad por coronavirus en  Washington, estado de los Estados Unidos, inició el 21 de enero de 2020. Hay 15.462 casos confirmados y 841 fallecidos.

## Cronología

### Enero
El 21 de enero, los Centros para el Control y la Prevención de Enfermedades (CDC) confirmaron el primer caso de Estados Unidos, en un hombre de 35 años que vive en el condado de Snohomish. Había regresado de Wuhan (China), aterrizando en el Aeropuerto Internacional de Seattle-Tacoma el 15 de enero, sin ningún síntoma. Se presentó en una clínica de atención urgente con síntomas de neumonía el 19 de enero y fue trasladado al Centro Médico Regional de Providence de Everett al día siguiente.

### Febrero
El 19 de febrero, un residente de un hogar de ancianos de Life Care Centers of America en Kirkland, un suburbio del condado de Eastside King en Seattle, fue trasladado a un hospital local y luego dio positivo por COVID-19. El 24 de febrero, un hombre de 54 años fue trasladado del Centro de Cuidado de Vida de Kirkland al Centro Médico Harborview y murió allí el 26 de febrero. También el 26, una mujer de unos 80 años del centro murió en el hogar de su familia. Se descubrió que ambos tenían COVID-19 y, en un caso, esto se descubrió en las pruebas post mortem.

### Marzo
El 2 de marzo, los funcionarios anunciaron otras cuatro muertes en el estado, lo que elevó el número de muertes en Estados Unidos a seis. También anunciaron cuatro nuevas infecciones, elevando la carga de trabajo del estado a 18 y la del país a 96.
La estación de radio KUOW anunció que a partir del 25 de marzo, ya no transmitirá las sesiones informativas del presidente Trump sobre el coronavirus "debido a un patrón de información falsa o engañosa proporcionada que no puede verificarse en tiempo real".
El 28 de marzo, los médicos del Ejército de los Estados Unidos convirtieron el CenturyLink Field, conocido por ser el estadio local de los Seattle Seahawks, en un hospital médico.

### Abril
Un brote en el Complejo Correccional de Monroe, la segunda prisión más grande del estado, comenzó a fines de marzo y aumentó a once casos confirmados. A partir del 8 de abril de 2020, cinco empleados y seis reclusos en la misma unidad de seguridad mínima. Más de 100 prisioneros en el complejo se amotinaron el 8 de abril en respuesta al brote. Al día siguiente, el gobernador Inslee anunció planes para liberar a los delincuentes no violentos y a los reclusos en riesgo para reducir el riesgo de infección.

## Respuesta gubernamental
El 29 de febrero, el gobernador Jay Inslee declaró el estado de emergencia después de que la primera muerte en los Estados Unidos atribuible a COVID-19 ocurriera en un hombre de unos 50 años con una enfermedad crónica subyacente que había ingresado en el Centro Médico EvergreenHealth después de quejarse de problemas respiratorios graves.

## Registro
| Casos confirmados de COVID-19 en Washington | Casos confirmados de COVID-19 en Washington | Casos confirmados de COVID-19 en Washington |
| Condado                                     | Casos confirmados                           | Muertes                                     |
| ------------------------------------------- | ------------------------------------------- | ------------------------------------------- |
| Adams                                       | 48                                          | 0                                           |
| Asotin                                      | 18                                          | 2                                           |
| Benton                                      | 532                                         | 44                                          |
| Chelan                                      | 120                                         | 5                                           |
| Clallam                                     | 18                                          | 0                                           |
| Clark                                       | 336                                         | 19                                          |
| Columbia                                    | 1                                           | 0                                           |
| Cowlitz                                     | 59                                          | 0                                           |
| Douglas                                     | 84                                          | 1                                           |
| Ferry                                       | 1                                           | 0                                           |
| Franklin                                    | 377                                         | 11                                          |
| Garfield                                    | 0                                           | 0                                           |
| Grant                                       | 180                                         | 3                                           |
| Grays Harbor                                | 12                                          | 0                                           |
| Island                                      | 169                                         | 9                                           |
| Jefferson                                   | 28                                          | 0                                           |
| King                                        | 6,545                                       | 463                                         |
| Kitsap                                      | 150                                         | 2                                           |
| Kittitas                                    | 14                                          | 0                                           |
| Klickitat                                   | 18                                          | 3                                           |
| Lewis                                       | 29                                          | 3                                           |
| Lincoln                                     | 2                                           | 0                                           |
| Mason                                       | 26                                          | 1                                           |
| Okanogan                                    | 21                                          | 1                                           |
| Pacific                                     | 4                                           | 0                                           |
| Pend Oreille                                | 2                                           | 0                                           |
| Pierce                                      | 1,414                                       | 50                                          |
| San Juan                                    | 14                                          | 0                                           |
| Skagit                                      | 357                                         | 13                                          |
| Skamania                                    | 3                                           | 0                                           |
| Snohomish                                   | 2,537                                       | 111                                         |
| Spokane                                     | 372                                         | 22                                          |
| Stevens                                     | 9                                           | 1                                           |
| Thurston                                    | 113                                         | 1                                           |
| Wahkiakum                                   | 2                                           | 0                                           |
| Walla Walla                                 | 92                                          | 0                                           |
| Whatcom                                     | 317                                         | 28                                          |
| Whitman                                     | 14                                          | 0                                           |
| Yakima                                      | 1,372                                       | 48                                          |
| Unassigned                                  | 52                                          | 0                                           |
| Total                                       | 15,462                                      | 841                                         |